# Transformationer - verdener i forvandling
Transformationer - verdener i forvandling er en dokumentarfilm fra 1988 instrueret af Peter Engberg efter eget manuskript. Den er blevet beskrevet således:
| Citat                                                                | En rejse gennem jord, ild, luft og vand ind i helheden. En invitation til at opleve noget af den skønhed og harmoni, som findes både i naturen uden for os og i vores egen natur. En rejse gennem verdener i konstant forandring | Citat |
| Denne beskrivelse stammer fra Det Danske Filminstituts Filmdatabase. | |       |